# Leptapoderus kalimantanensis
Leptapoderus kalimantanensis es una especie de coleóptero de la familia Attelabidae.

## Distribución geográfica
Habita en Sabah, Sarawak (Malasia).